# FILMS (GOING UNDER GROUNDのアルバム)
『FILMS』（フィルムス）は、GOING UNDER GROUNDのアルバム。1994のレーベルYouth Recordsより2018年9月19日発売。

## 概要
メジャーデビュー20周年の年に発売された、通算16枚目のアルバム。当初コンセプトをあえて立てずに制作し、タイトルはあとから決定された。発売時のニュースリリースでは「リスナーが映画を観たような感覚が味わえるストーリー性のある作品」と記されている。前作の『真夏の目撃者』に続き、Youth Recordsからインディーズ作品として発売。
前作『真夏の目撃者』と同様、リスナーの存在を念頭に置いて作るのではなく、バンドとしての楽しさを追求し、「アルバムのために書いた曲」ではない「ふと生まれてきた曲」を集めて制作された。それまでの制作ではボーカルの松本素生がメロディーやコードなどの曲の骨組みのみを持ち込み、アレンジをしてから最後に歌詞を書くことが多かったが、本作の制作では、詞がある程度完成するまでは聞かせないでほしいとギターの中澤寛規が松本に要求し、松本がそれを容れて制作の方向性の見える形で候補曲を持ってきたため、そのことについて中澤は「この曲はこういうことを歌いたいんだとか、こういう匂いのする歌なんだということがわかる状態で曲を持ってきてくれたのはすごくデカかった」と語り、松本も「歌詞もガッツリ書いて、あとは演奏するだけという状態に持っていったんです。そうすると楽しい思い出しかないから、ずっと演奏できる」と、この制作方式に手応えを感じたことを明かしている。レコーディングスタジオにあったギターやベース、エフェクター等の機材等を一部用いてレコーディングされている。
本作発売後の2018年10月27日から12月1日にかけて本作のリリースツアー「GUG 20th ANNIVERSARY RETURN OF THE ICE CREAM TOUR」が全7公演行われた。

## 収録曲
| 全作詞・作曲: 松本素生（#6、作詞・作曲: 中澤寛規）。 |                                |                                       |                                       |      |
| #                                                    | タイトル                       | 作詞                                  | 作曲・編曲                            | 時間 |
| 1.                                                   | 「HOBO」                       | 松本素生 （#6、作詞・作曲: 中澤寛規） | 松本素生 （#6、作詞・作曲: 中澤寛規） | 5:25 |
| 2.                                                   | 「うたかた」                   | 松本素生 （#6、作詞・作曲: 中澤寛規） | 松本素生 （#6、作詞・作曲: 中澤寛規） | 3:29 |
| 3.                                                   | 「LOVE WARS」                  | 松本素生 （#6、作詞・作曲: 中澤寛規） | 松本素生 （#6、作詞・作曲: 中澤寛規） | 3:45 |
| 4.                                                   | 「ペパーミントムーン」         | 松本素生 （#6、作詞・作曲: 中澤寛規） | 松本素生 （#6、作詞・作曲: 中澤寛規） | 2:43 |
| 5.                                                   | 「アワーハウス」               | 松本素生 （#6、作詞・作曲: 中澤寛規） | 松本素生 （#6、作詞・作曲: 中澤寛規） | 3:36 |
| 6.                                                   | 「スターシェイカー」           | 松本素生 （#6、作詞・作曲: 中澤寛規） | 松本素生 （#6、作詞・作曲: 中澤寛規） | 3:32 |
| 7.                                                   | 「もしも」                     | 松本素生 （#6、作詞・作曲: 中澤寛規） | 松本素生 （#6、作詞・作曲: 中澤寛規） | 3:56 |
| 8.                                                   | 「返信」                       | 松本素生 （#6、作詞・作曲: 中澤寛規） | 松本素生 （#6、作詞・作曲: 中澤寛規） | 3:58 |
| 9.                                                   | 「プラットホームノイズ」       | 松本素生 （#6、作詞・作曲: 中澤寛規） | 松本素生 （#6、作詞・作曲: 中澤寛規） | 3:51 |
| 10.                                                  | 「スウィートテンプテーション」 | 松本素生 （#6、作詞・作曲: 中澤寛規） | 松本素生 （#6、作詞・作曲: 中澤寛規） | 4:09 |
| 合計時間:                                            | 合計時間:                      | 38:24                                 |                                       |      |

### 楽曲解説
1. HOBO
本作のリードトラック。芳賀陽平（FACTORY1994）監督によるMVが制作されており、ワンカメラで1時間もかけずに撮影が終了した[3]。
2. うたかた
3. LOVE WARS
4. ペパーミントムーン
アルバム制作と同時期に松本がソロで参加した「BENTO おべんとう展―食べる・集う・つながるデザイン（東京都美術館・2018年7月開催）」[8]のテーマソング制作でドゥワップを作ったことをきっかけに、バンドのフォーマットで同じような楽曲をやってみたいという松本のアイデアで制作された[7]。ベーシストの本村拓磨（ゆうらん船）が楽曲制作に参加している[7]。
ミラーレイチェル智恵監督によるMVが制作された。
5. アワーハウス
先行シングル「スウィートテンプテーション」カップリング曲。
6. スターシェイカー
中澤がメインボーカルを担当している。この曲ではギターも中澤がすべて演奏しているため、松本はレコーディングに参加しておらず、「（松本が）全く参加していないというのはなんとなく嫌だ」という中澤の考えで、「電話をしている松本の声」がインターパート（間奏）に追加されている[7]。収録曲が9曲完成し、松本はそれで完成でよいと考えていたが、「9曲ではおさまりが悪い」と感じた中澤が追加で制作したため、本作収録曲の中で最後に完成した[7]。
7. もしも
松本が映画『君の名前で僕を呼んで』（監督／ルカ・グァダニーノ・2017年公開）のエンディング音楽にインスピレーションを受けて制作した楽曲[7]。ベースの石原聡はこの曲について、好きな曲調であるとしたうえで、「こういう曲もアルバムに入るんだと思って、気持ちがアガった」と語っている[7]。
8. 返信
9. プラットホームノイズ
10. スウィートテンプテーション
先行シングルからの収録。

## 参加ミュージシャン
- 冨田政彦 – ドラムス
- オヤイヅカナル – キーボード
- 濱口尚 – ウクレレ（「アワーハウス」）